# Franco Dal Farra
Franco Dal Farra (San Carlos de Bariloche, 16 de julio de 2000) es un deportista argentino que actualmente practica esquí de fondo.

## Biografía
Dal Farra nació en julio del 2000, hijo de Inés Alder, esquiadora de fondo que formó parte de la delegación argentina en los Juegos Olímpicos de Albertville 1992. Su hermano, Marco Dal Farra también es un esquiador de fondo que formó parte de la delegación argentina en los Juegos Olímpicos de la Juventud de Lillehammer 2016.
Comenzó a practicar deportes desde una temprana edad, principalmente esquí y remo, aunque el primero solo en los inviernos. Pronto comenzó a destacarse a nivel local y nacional en el remo, finalizando 2.º en el Campeonato Sudamericano de Remo en Brasilia. Compitió en los Juegos Suramericanos de la Juventud de 2017 donde fue cuarto en la competencia de par de remos cortos. En 2018 obtuvo un segundo puesto en el Campeonato Sudamericano de Remo celebrado en Valparaíso, y fue campeón argentino de remo en bote doble junior.

## Carrera deportiva
En 2019 decidió dejar de competir en remo para dedicarse profesionalmente al esquí de fondo. Previo a esto, fue campeón argentino en la categoría Cadetes entre los años 2011 y 2015. Durante la temporada 2019 Dal Farra obtuvo un top 30 en la Alpen Cup Junior y un top 60 en el mundial junior.
Durante el Campeonato Mundial de Esquí Nórdico de 2019 finalizó  entre los diez primeros en la clasificación de distancia.

### Pekín 2022
En enero de 2022, clasificó a los Juegos Olímpicos de Pekín 2022, y fue designado abanderado, junto a Francesca Baruzzi, de la delegación argentina durante la ceremonia de apertura.
Fue el primer argentino en ver acción en los Juegos, finalizando en el 64.º puesto en la prueba de 30 km estilo mixto.